# Some Things Never Change
Some Things Never Change er det ellevte album af det progressive rockband Supertramp, udgivet i 1997.

## Spor
Alle sange skrevet af Rick Davies, bortset fra hvor andet er angivet
1. "It's a Hard World" – 9:46
2. "You Win, I Lose" – 4:31
3. "Get Your Act Together" – 4:48
4. "Live to Love You" – 5:18
5. "Some Things Never Change" – 6:26
6. "Listen to Me Please" – 4:46
7. "Sooner or Later" (Davies, Hart) – 6:50
8. "Help Me Down That Road" – 4:36
9. "And the Light" – 4:40
10. "Give Me a Chance" [1] (Davies, Hart) – 4:24
11. "C'Est What" – 8:16
12. "Where There's a Will" – 5:36

## Musikere
- Rick Davies – sang, keyboard
- Mark Hart – guitar, keyboard, sang
- John Helliwell – saxofon, træblæsere
- Bob Siebenberg – trommer
- Carl Verheyen – guitar

Andre
- Cliff Hugo – bas
- Karen Lawrence – baggrundssang
- Lee Thornburg – basun, trompet, baggrundssang
- Tom Walsh – percussion, trommer